# Вернажуль
Вернажу́ль (фр. Vernajoul, окс. Vernajol) — коммуна во Франции, находится в регионе Окситания. Департамент коммуны — Арьеж. Входит в состав кантона Фуа-Рюраль. Округ коммуны — Фуа.
Код INSEE коммуны — 09329.

## Население
Население коммуны на 2008 год составляло 688 человек.
| 1962 | 1968 | 1975 | 1982 | 1990 | 1999 | 2008 |
| ---- | ---- | ---- | ---- | ---- | ---- | ---- |
| 392  | 429  | 516  | 546  | 541  | 574  | 688  |

## Экономика
В 2007 году среди 419 человек в трудоспособном возрасте (15—64 лет) 301 были экономически активными, 118 — неактивными (показатель активности — 71,8 %, в 1999 году было 72,4 %). Из 301 активных работали 283 человека (141 человек и 142 женщины), безработных было 18 (9 мужчин и 9 женщин). Среди 118 неактивных 36 человек были учениками или студентами, 60 — пенсионерами, 22 были неактивными по другим причинам.